# 妙経寺 (黒石市)
妙経寺（みょうきょうじ）は、青森県黒石市京町字寺町にある日蓮宗の寺院。山号は法輪山。旧本山は大本山本圀寺(六条門流)。境内のカヤノキは青森県指定の天然記念物。

## 歴史
弘治2年（1556年）浅瀬石城の城主千徳氏の祈願所として創建された。浅瀬石城が落城すると石名坂近江の領五輪台へ移るが、黒石藩が立藩すると承応元年（1652年）現在地に再興された。その後正徳2年（1712年）と延享元年（1744年）の2度の焼失と、明和3年（1766年）の地震による倒壊等の被害を受けるが再建復興されている。

## 伽藍
- 三重塔
- 六角堂

## 旧末寺
日蓮宗は昭和16年に本末を解体したため、現在では、旧本山、旧末寺と呼びならわしている。
- 壽量山遠光寺(黒石市温湯字鶴泉)
- 揚光山妙輪寺(青森市浪岡大字浪岡浅井)
- 日東山光明寺(青森県三戸郡田子町大字田子天神堂平)

## 参考資料
- 日蓮宗寺院大鑑編集委員会『宗祖第七百遠忌記念出版 日蓮宗寺院大鑑』大本山池上本門寺 (1981年)